# Pacific Cup 2004 (rugby league)
El Pacific Cup 2004 fue la novena edición del torneo de rugby league para las selecciones más fuertes de Oceanía.
El torneo se disputó en Auckland, Nueva Zelanda.

## Pacific Rim

### Grupo A
| Pos. | Equipo | Encuentros | Encuentros | Encuentros | Encuentros | Tantos  | Tantos    | Tantos     | Puntos |
| Pos. | Equipo | jugados    | ganados    | empatados  | perdidos   | a favor | en contra | diferencia | Puntos |
| ---- | ------ | ---------- | ---------- | ---------- | ---------- | ------- | --------- | ---------- | ------ |
| 1    | Maorí  | 2          | 2          | 0          | 0          | 124     | 10        | + 114      | 4      |
| 2    | Samoa  | 2          | 1          | 0          | 1          | 18      | 74        | - 56       | 2      |
| 3    | Niue   | 2          | 0          | 0          | 2          | 8       | 62        | - 54       | 0      |

Nota: se otorgan 2 puntos al equipo que gane un partido, 1 al que empate y 0 al que pierda

### Grupo B
| Pos. | Equipo     | Encuentros | Encuentros | Encuentros | Encuentros | Tantos  | Tantos    | Tantos     | Puntos |
| Pos. | Equipo     | jugados    | ganados    | empatados  | perdidos   | a favor | en contra | diferencia | Puntos |
| ---- | ---------- | ---------- | ---------- | ---------- | ---------- | ------- | --------- | ---------- | ------ |
| 1    | Islas Cook | 2          | 2          | 0          | 0          | 38      | 22        | + 16       | 4      |
| 2    | Tonga      | 2          | 1          | 0          | 1          | 66      | 24        | + 42       | 2      |
| 3    | Fiyi       | 2          | 0          | 0          | 2          | 18      | 76        | - 58       | 0      |

Nota: se otorgan 2 puntos al equipo que gane un partido, 1 al que empate y 0 al que pierda

### Final
| 23 de octubre de 2004 | Maorí | 4 - 46 | Islas Cook | Estadio North Harbour, Auckland |  |

## Pacific Cup
- Competición disputada con segundos equipos[2]

### Grupo A
| Pos. | Equipo          | Encuentros | Encuentros | Encuentros | Encuentros | Tantos  | Tantos    | Tantos     | Puntos |
| Pos. | Equipo          | jugados    | ganados    | empatados  | perdidos   | a favor | en contra | diferencia | Puntos |
| ---- | --------------- | ---------- | ---------- | ---------- | ---------- | ------- | --------- | ---------- | ------ |
| 1    | Samoa XIII      | 2          | 2          | 0          | 0          | 120     | 10        | + 110      | 4      |
| 2    | Auckland Maorí  | 2          | 1          | 0          | 1          | 80      | 44        | + 36       | 2      |
| 3    | Nueva Caledonia | 2          | 0          | 0          | 2          | 0       | 146       | - 146      | 0      |

Nota: se otorgan 2 puntos al equipo que gane un partido, 1 al que empate y 0 al que pierda

### Grupo B
| Pos. | Equipo          | Encuentros | Encuentros | Encuentros | Encuentros | Tantos  | Tantos    | Tantos     | Puntos |
| Pos. | Equipo          | jugados    | ganados    | empatados  | perdidos   | a favor | en contra | diferencia | Puntos |
| ---- | --------------- | ---------- | ---------- | ---------- | ---------- | ------- | --------- | ---------- | ------ |
| 1    | Tonga XIII      | 2          | 2          | 0          | 0          | 44      | 35        | + 9        | 4      |
| 2    | Islas Cook XIII | 2          | 1          | 0          | 1          | 45      | 34        | + 11       | 2      |
| 3    | Samoa Americana | 2          | 0          | 0          | 2          | 30      | 50        | - 20       | 0      |

Nota: se otorgan 2 puntos al equipo que gane un partido, 1 al que empate y 0 al que pierda

### Final
| 23 de octubre de 2004 | Samoa XIII | 52 - 18 | Tonga XIII | Estadio North Harbour, Auckland |  |